# Kira Hagi
Kira Hagi (n. 31 martie 1996, Barcelona, Spania) este o actriță română. Prima ei interpretare în teatru a fost Fetița cu chibrituri.

## Biografie
Kira Hagi este fiica celebrului fotbalist Gheorghe Hagi și a soției sale Marilena Hagi. Mai are și un frate, Ianis Hagi, care este și el fotbalist. Deoarece tatăl ei este de origine aromân, este și ea parțial aromână.

## Carieră
Din 2014, când a apărut București, te iubesc, Hagi a mai participat la mai multe filme. Exemplele includ „Între Chin și Amin”, „În Carte”, „Fata visează”, „Fragil” și „Jane simplă și jocul întâlnirilor”. De asemenea, a jucat un rol în 2021 în serialul pentru copii Waffles + Mochi.